# 末日后酒店
《末日后酒店》是由CygamesPictures創作的原創電視動畫，於2025年4月至6月播放。

## 剧情简介
故事开篇展开了两个背景信息：故事舞台“银河楼”酒店是一家位于銀座具有传统高雅酒店风格和融合现代科技运营手段的酒店，很早就引进了各种机器人用于酒店的日常运营操作；一百年前，人类遭遇一场严峻的瘟疫，最终人类被迫离开地球。
一百年后，“银河楼”的机器人们仍然按照人类店长的嘱咐，敬业地维持酒店的运营，等待人类的归来。然而意外地等待到外星人模仿人类外貌来到酒店，机器人们依然按照对待人类的规格，为他们提供宾至如归的服务。

## 登場人物
八千代（聲：白砂沙帆）
故事背景银河楼酒店的女性侍应机器人。被人类店长托付了运营酒店的业务后，即使上百年已经没有人类的存在，仍在敬业地指挥机器人员工们运营着酒店，等待人类店长和人类客人回归的时刻。性格认真，对待工作十分严格，但一旦偏离常规会容易抓狂，甚至郁闷。
門童機器人（聲：東地宏樹）
银河楼酒店的门童机器人，性格冷静，对任何事都泰然自若，对自己开关酒店前门的操作十分自豪，深受八千代的信赖。但机体已经老化，经常开门时过载倒下。
環境檢查機器人（聲：三木眞一郎）
人类为了调查地球环境而留下的机器人，不断往太空汇报地球的环境监测状况，装备有武器用于应对意外状况。性格率直，但对待工作同样认真负责。
店长（聲：木下浩之）
银河楼酒店的店长，在故事开始时为躲避瘟疫而交付酒店给剩下的机器人员工。
旅行外星人（声：野津山幸宏）
上百年来第一个到访银河楼的外星人，模仿人类带着礼帽和提着手提包。形迹可疑，会收集地球上的植物和往地球环境分泌粘液。但性格冷静，即使语言不通下仍尝试与八千代交流，似乎无恶意并享受酒店的服务。
狸猫星人家族
动画第二话的旅行外星人离开50年后的另一批外星旅客，根据自述，由于其原母星的狸猫星人对环境过度放纵破坏，星球环境恶化后发生过地盘争夺并因而四处逃亡。其中本分支中途遇到过损坏废弃的地球人类飞船（船上人类基本已灭亡）并了解到人类文明，最终来到地球，并变形成人型入住酒店。
波子（聲：諸星堇）
家族长女，非常有好奇心，注重家庭。在初来导致酒店混乱后意识到家人们给酒店造成麻烦，之后成为酒店伺应。
本克（聲：長）
家族的男主人，对机器知识十分娴熟，制作了飞船带家人们离开原母星。性格有点得意忘形，在八千代允许客人适随尊便时按照原母星的习惯生活而造成酒店混乱，最后被八千代教训后才收敛。
麻美（聲：本田貴子）
家族的女主人，尽管对陌生人很傲慢并无意识地说出刻薄话，但本性善良，会给子女提供的教育。喜欢喝酒。
河豚（聲：田村睦心）
家族次子，同样有好奇心，但年纪尚小，不容易控制自己的变形，容易被姐姐的恐怖故事吓住而乖乖听话。
穆吉娜（聲：榊原良子）
波子和河豚的祖母，经过原母星的地盘争夺事件，为人冷静，会关心家族并团结家族在一起。喜欢祭典。

## 製作人員
- 原案：銀河樓酒店 管理部
- 導演：春藤佳奈
- 角色原案：村本泉
- 劇本統籌：村越繁
- 角色設計：橫山夏樹
- 美術監督：本田公平
- 色彩設計：砂美幸運
- 3D監督：中野翔慶
- 攝影監督：岡崎正美
- 編輯：神宮司由美
- 音樂：藤澤慶昌
- 音響監督：飯田里樹
- 音樂制作：dugout
- 音樂製作協力：SCOOP MUSIC
- 動畫制作：CygamesPictures
- 制作：末日后酒店制作委员会

## 主題曲
片頭曲skirt
演唱、作词、作曲：Aiko，编曲：岛田昌典
片尾曲
演唱、作词、作曲：Aiko，编曲：岛田昌典
插入曲
（第6話）
演唱：朴璐美，作詞、作曲、編曲：磯崎健史
（第9話）
演唱：榊原良子，作詞：ma-saya，作曲、編曲：加藤裕介

## 各话列表
| 话数   | 标题                             | 剧本       | 分镜     | 演出                                           | 作画監督 | 总作画監督           | 首播日期      |
| ------ | -------------------------------- | ---------- | -------- | ---------------------------------------------- | --- | -------------------- | ------------- |
| 第1话  | 为酒店书写故事                   | 村越繁     | 春藤佳奈 | 廖程芝                                         | 小泽龙之介、森藤希子、冈崎滉、新村杏子                                                                                       | 横山夏树             | 2025年 4月9日 |
| 第2话  | 传统中融入创新和趣味             | 村越繁     | 诸富直也 | 川部真也                                       | 矢永沙织、王国年、槙田路子、高妻匠                                                                                           | 小池智史             | 4月16日       |
| 第3话  | 笑容是最好的装饰                 | 村越繁     | 鈴木行   | 柴田彰久、城户康平                             | 阿见圭之介、王国年 | 阿见圭之介、橫山夏树 | 4月23日       |
| 第4話  | 食礼之间 文化尽显                | 和田崇太郎 | 春藤佳奈 | 徐傅峰                                         | 濱田诚、佐藤悠己、王国年、渡边大贵                                                                                           | 阿见圭之介、橫山夏树 | 4月30日       |
| 第5話  | 用有限的时间提供无限的服务       | 和田崇太郎 | 片岡史旭 | 片岡史旭                                       | 村田駿、井上廉太、長沼智也                                                                                                   | 吉村萌               | 5月7日        |
| 第6話  | 服务要诚心诚意                   | 村越繁     | 上村泰   | migmi                                          | 鵲、瀧吾郎、三橋櫻子、高妻匠                                                                                                 | 野田康行、横山夏木   | 5月14日       |
| 第7話  | 鞠躬要深 志向要高                | 和田崇太郎 | 佐伯昭志 | 一居一平                                       | 廣富麻由、Gia Huy、文鴦、王亞楚、前川葵、矢永沙織、新村杏子、伊藤正士                                                        | 野田康行             | 5月21日       |
| 第8話  | 惩罚出拳！和好出布！             | 村越繁     | 藤原準   | 藤原準                                         | 前川葵、岡崎滉、槙田路子、矢永沙織、新村杏子、西願宏子、高妻匠                                                               | 小池智史             | 5月28日       |
| 第9話  | 为客人的人生，添加名为今天的书签 | 村越繁     | 金崎貴臣 | migmi                                          | 鵲、瀧吾郎、森藤希子、菊池有騎、高妻匠                                                                                       | 吉村萌、橫山夏希     | 6月4日        |
| 第10話 | 洁白的床单即洁白的心灵           | 和田崇太郎 | 鈴木行   | 川部真也、城戶康平、片岡史旭、谷本賴洋         | 王國年、矢永沙織、前川葵、岡崎滉、伊藤正士、新村杏子、西願宏子                                                               | 阿見圭之介、横山夏希 | 6月11日       |
| 第11話 | 洞可以挖勤不能缺！               | 村越繁     | 廖程芝   | 廖程芝、春藤佳奈、城戶康平、西願宏子、谷本賴洋 | 村田駿、井上廉太、新村杏子、西願宏子、長沼智也、王國年、KAGO、岡崎滉、瀧吾郎、矢永沙織、前川葵、塚本茜、李信英、槙田路子、雷 | 野田康行             | 6月18日       |
| 第12話 | 力爭成為銀河第一的酒店           | 村越繁     | 春藤佳奈 | 春藤佳奈                                       | 前川葵、岡崎滉、菊池有騎、森藤希子、阿見圭之介、瀧吾郎、矢永沙織、高妻匠、新村杏子、伊藤正士、西願宏子                       | 小池智史             | 6月25日       |

## 播映平台
| 播映地區 | 播映平台    | 播映日期             | 播映時間（UTC+8） | 備註  |
| -------- | ----------- | -------------------- | ----------------- | ----- |
| 部分地區 | Crunchyroll | 2025年4月9日—6月25日 | 星期三 3:00       | [ 3 ] |
| 中國大陸 | bilibili    | 2025年4月9日—6月25日 | 星期三 1:40       | [ 4 ] |

## BD
| 卷數 | 發售日期           | 收錄話數      | 規格編號   |
| ---- | ------------------ | ------------- | ---------- |
| 1    | 2025年7月30日      | 第1話—第3話   | CAXA-10001 |
| 2    | 2025年8月27日預定  | 第4話—第6話   | CAXA-10002 |
| 3    | 2025年9月24日預定  | 第7話—第9話   | CAXA-10003 |
| 4    | 2025年10月29日預定 | 第10話—第12話 | CAXA-10004 |

## 外部連結
- 官方网站（日語）
- 末日后酒店的X（前Twitter）（日語）